# Посланица Јудина
Ова Пословница најкраћи је спис Новог завета. Аутор је Јуда брат Јаковљев. Овај кратки спис сав пламти животом и енергијом. Лако прелази у полемику и прети онима који шире лажно учење и неограничену слободу у моралном животу.